# Bandera de Siria
La bandera de Siria es uno de los símbolos nacionales que se utilizan para representar a este país de Oriente Medio.
Históricamente, Siria ha utilizado diferentes banderas tricolores de franjas horizontales y símbolos centrales, utilizando los colores panárabes. Al momento de su formación bajo mandato francés en 1930, Siria estableció una bandera con franjas verde, blanca y negra, con tres estrellas rojas ubicadas sobre la franja central. Esta bandera se mantuvo en uso hasta 1958, cuando el país se unificó temporalmente a Egipto como parte de la República Árabe Unida.
Si bien se retomó dicha bandera, una vez acabada la federación en 1961, la Revolución Baazista que estableció la República Árabe Siria en 1963 adoptó una serie de banderas inspiradas en la de la RAU, una tricolor de franjas roja, blanca y negra. Hasta 1971, esta tricolor contó con tres estrellas verdes sobre la franja central, que fueron reemplazadas en 1980 por el halcón de Quraish, en referencia a la Federación de Repúblicas Árabes, otro intento fracasado de confederación panárabe. En 1980 finalmente se adoptó la versión de la tricolor roja-blanca-negra con dos estrellas verdes centrales, idéntica a la bandera de la desaparecida República Árabe Unida.
Como resultado de la guerra civil siria, diferentes emblemas se utilizaron para representar a Siria y a las diferentes facciones en la guerra. Mientras la bandera roja-blanca-negra pasó a identificar al gobierno baazista de Bashar al-Ásad y a sus aliados, varias facciones de la oposición siria, como la Coalición Nacional Siria y el Consejo Nacional Sirio, readoptaron la bandera tricolor verde, blanca y negra, siendo conocida como la «Bandera de la Independencia». Cada facción, sin embargo, adoptó también sus propios estandartes para diferenciarse.
A finales de 2024, una ofensiva opositora logró derrocar al gobierno de al-Ásad y establecer un gobierno de transición. La «Bandera de la Independencia» fue adoptada rápidamente como nuevo símbolo nacional, siendo utilizada en las embajadas sirias en el exterior. Con la adopción de la nueva Declaración Constitucional interina en marzo de 2025, se oficializó el uso de la bandera verde-blanca-negra.

## Diseño
Históricamente, la bandera de Siria ha consistido de diferentes versiones de una tricolor de franjas horizontales, que utilizan los cuatro colores panarábicos: verde, blanco, negro y rojo. Para el caso de la bandera siria, se han interpretado estos colores como representativos de los diferentes imperios árabes o califatos que dominaron la región.
| Color  | Simbolismo                                                |
| ------ | --------------------------------------------------------- |
| Verde  | El califato rashidun (632-661) o el fatimí (909-1171).    |
| Blanco | El califato omeya (661-750); futuro brillante y pacífico. |
| Negro  | El califato abasí (750-945); gobierno fuerte.             |
| Rojo   | La dinastía hachemí, lucha sangrienta por la libertad.    |

Para las diferentes versiones de la bandera de Siria, se utilizan los siguientes colores de manera referenciales.
|             | Verde        | Blanco      | Negro       | Rojo        |
| ----------- | ------------ | ----------- | ----------- | ----------- |
| RGB         | 0/122/61     | 255/255/255 | 0/0/0       | 206/17/38   |
| Hexadecimal | #007A3D      | #FFFFFF     | #000000     | #CE1126     |
| CMYK        | 89/27/100/15 | 0/0/0/0     | 75/68/67/90 | 12/100/98/3 |
| Pantone     | 7726 C       | Blanco      | Negro       | 186 C       |

A lo largo de la historia, han existido diversas versiones de la bandera utilizada en la actualidad en Siria. Durante el primer período en que la bandera verde, blanca y negra tuvo carácter oficial (1930-1958 y 1961-1963), sus proporciones fueron de 1:2, según lo establecido en la Constitución. Aunque en 1958 y 1963 se modificaron los colores, estas proporciones se mantuvieron.

La bandera siria estará compuesta de la siguiente manera: su longitud será el doble de su altura. Constará de tres franjas de igual dimensión, siendo la franja superior verde, la franja central blanca y la franja inferior negra. La parte blanca llevará tres estrellas rojas en línea, de cinco puntas cada una.
Constitución del Estado de Siria, promulgado por decreto n.º 3111 del Alto Comisionado de la República Francesa, 14 de mayo de 1930.

En 1972, con la adopción de la bandera de la Federación de Repúblicas Árabes, el diseño pasó a tener una proporción de 2:3, formato que se mantuvo incluso tras el retorno al diseño de 1958, ocurrido diez años más tarde. Durante la guerra civil siria, los grupos opositores retomaron el uso de la bandera de 1952, aunque sin un estándar uniforme; muchas de las banderas producidas, en su mayoría de manera clandestina, adoptaron la proporción 3:2, utilizada en la bandera del régimen baazista. Tras la caída de este régimen, el gobierno de transición continuó empleando principalmente el formato 3:2, que luego fue oficializado en la Declaración Constitucional adoptada en 2025. Sin embargo, el tamaño de las estrellas no fue especificado, lo que ha generado variaciones en diferentes versiones de la bandera.

Art. 6.: La bandera siria tendrá la siguiente forma:
La bandera tiene forma rectangular, con una longitud igual a dos tercios de su ancho.
Consta de tres rectángulos iguales: verde arriba, blanco en el centro y negro abajo.
En el centro de la bandera, dentro del espacio blanco, hay tres estrellas rojas.
Declaración Constitucional de la República Árabe Siria, 13 de marzo de 2025.

Una versión cuadrada (proporciones 1:1) de la bandera es utilizada como estandarte oficial del Presidente de Siria.

Variante 1:2, oficial entre 1930-1958 y 1961-1963.
Variante 3:2 con estrellas grandes, popularizada durante la guerra civil siria.
Variante 3:2 con estrellas pequeñas, popularizada durante la guerra civil siria y usada por el gobierno de transición (2024).[15]
Estandarte del Presidente de Siria (1941-1958, 1961-1963 y desde 2025)

## Banderas históricas

### Mandato francés
Durante el mandato francés sobre Siria que impuso la Sociedad de Naciones tras la Primera Guerra Mundial, existieron diferentes banderas para identificar a este territorio.

Bandera del Mandato francés de Siria (1920-1922)
Bandera del Mandato francés de Siria (1922-1925)
Bandera alternativa de la República de Siria bajo mandato francés (1930-1932)

De igual manera, una serie de banderas se implementaron para identificar a los estados que conformaban el Mandato de Siria.

Bandera del Estado de Aleppo (1920-1925)
Bandera del Estado de Damasco (1920-1925)
Bandera del Estado de Souaida (1921-1924)
Bandera de Souaida y Jebel Druze (1924-1936)
Bandera del Estado de Hatay (1938-1939)

### Siria independiente

República de Siria (14 de mayo de 1930 al 22 de febrero de 1958).
Siria como parte de la República Árabe Unida(22 de febrero de 1958 al 28 de septiembre de 1961).
República de Siria (28 de septiembre de 1961 al 8 de marzo de 1963)
. República Árabe Siria (8 de marzo de 1963 al 1 de enero de 1972)
República Árabe Siria (1 de enero de 1972 al 29 de marzo de 1980)[n 3]
República Árabe Siria (29 de marzo de 1980 al 8 de diciembre de 2024)
República Árabe Siria (desde el 8 de diciembre de 2024)[n 1]

### Guerra civil siria

#### Banderas pro-gubernamentales

Bandera de la República Árabe Siria
Bandera de las Fuerzas Armadas Árabes Sirias
Bandera del Partido Baaz Árabe Socialista - Rama Regional Siria

#### Banderas de la oposición siria

Bandera utilizada por la oposición, incluyendo el Gobierno Interino Sirio y el Ejército Nacional Sirio (ENS).
Bandera utilizada por el Gobierno de Salvación Nacional de Siria y el grupo yihadista Hay'at Tahrir al-Sham (HTS)
Segunda bandera del Gobierno de transición de Siria (10 de diciembre de 2024).[15]

En diciembre de 2024, a pocos días de derrocar al régimen de Bashar al-Ásad, el gobierno de transición sumó una segunda bandera que incluía la Shahada sobre un campo blanco, similar a la bandera del Emirato Islámico de Afganistán; tras algunas críticas, la bandera fue removida al día siguiente y no se ha vuelto a utilizar públicamente.

#### Banderas de las tropas kurdas

Bandera usada hasta 2024 por la región kurda denominada Administración Autónoma del Norte y Este de Siria
Bandera de los rebeldes kurdos (Rojava) de Siria
Bandera de las Fuerzas Democráticas Sirias
Bandera de las Unidades de Protección Popular

#### Grupos islamistas

Bandera del Estado Islámico
Bandera de Jabhat Fateh al-Sham
- Bandera del antiguo Frente Al-Nusra
Bandera de la Unión Islámica de Ajnad al-Sham
Bandera del Frente Ansar Al-Din
- Bandera del Partido Islámico del Turquestán en Siria
- Bandera de Ansar al Islam
Bandera de Hayat Tahrir al-Sham
- Bandera de Ahrar al-Sham
Bandera del Frente Islámico de Siria
Bandera del Partido Islámico del Turquestán en Siria

- Bandera de la Organización Guardianes de la Religión
- Bandera del Ejército del Islam
- Bandera del Batallón Verde
Bandera de Junud al-Makhdi
Bandera de Hayat Tahrir al-Sham
Bandera de Ahrar al-Sham
Bandera del Frente Islámico de Siria
Bandera de la Organización Guardianes de la Religión
Bandera del Ejército del Islam
Bandera del Batallón Verde
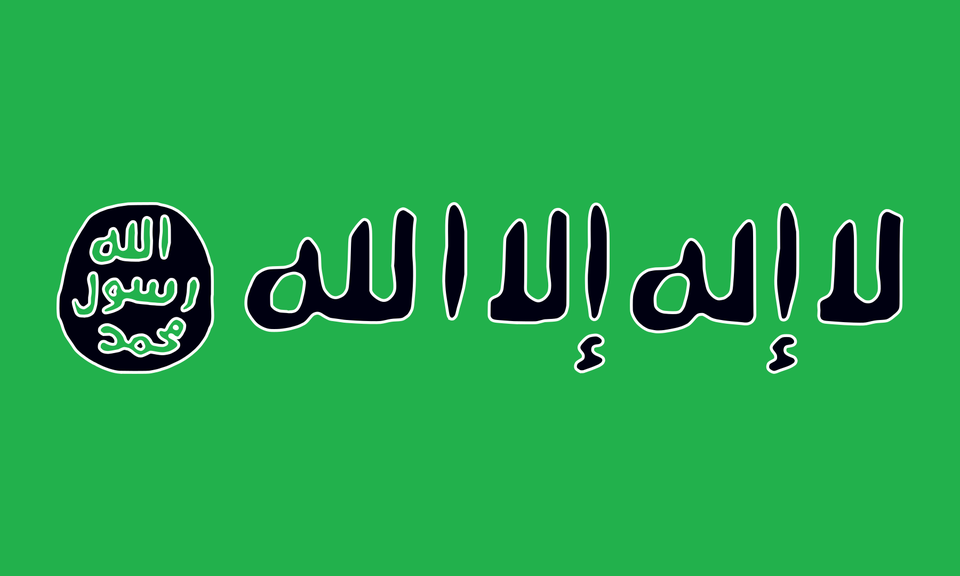
Bandera de Junud al-Makhdi

## Grupos étnicos

Bandera del pueblo asirio
Bandera del pueblo kurdo
Bandera del pueblo siríaco o arameo
Bandera del pueblo turcomano
Bandera del pueblo yazidí
Bandera del pueblo druso